# Online Encyclopedia of Mass Violence
L'Online Encyclopedia of Mass Violence (Enciclopèdia en línia de la violència de masses) o «massviolence.org», és una enciclopèdia en línia en anglès, les contribucions en altres idiomes estan disponibles en la versió original en format PDF, amb l'objectiu de documentar massacres i genocidis ocorreguts en el segle XX o anteriors, per causes polítiques, socials, religioses o culturals. El projecte va ser fundat per Jacques Sémelin i el Centre d'etudes et de recherches internationales, l'Institut d'Études Politiques de Paris, el Centre Nacional de la Recerca Científica i el Hamburger Institut für Sozialforschung participen en el projecte. Proporciona un índex cronològic, estudis dels casos, anàlisi de la violència sociopolítica a un país i un glossari dels termes més utilitzats en els genocidis i massacres.